# Charles-Philippe Mesnage
Charles-Philippe Mesnage est un juge de paix et généalogiste français, né le 9 mars 1773 à Oisseau et mort le 5 novembre 1851 à Mayenne.

## Généalogiste
Il se marie le 17 novembre 1818 à Vendôme à Anne Adélaïde Mirleau d'Illiers, fille d'Anne Racine, petite-fille de Louis Racine, et arrière-petite-fille de Jean Racine, dont Charles Mesnage conservera de nombreux souvenirs. 
Juge de paix à Évron, il était aussi féru de généalogie et on retrouva dans un presbytère une partie des registres dans lesquels il notait ses recherches : son travail généalogique occupait 36 volumes manuscrits et portait sur 18 000 familles du département de la Mayenne. Cet ouvrage a coûté 60 ans de travail.
Pour l'Abbé Angot, malgré l'immensité du travail, la première partie consultée par lui n'offre que peu d'intérêt. Mesnage mettait en tableaux les généalogies de Moréri, les notes sur les familles qui passaient devant sa juridiction, les extraits d'actes qui lui étaient confiés. Il analysa aussi un grand nombre de registres paroissiaux anciens alors conservés au greffe de Laval, mais sur des exemplaires moins anciens et moins complets que ceux des mairies. Ceux d'Oisseau, où il trouvait de nombreuses branches d'une famille Mesnage, l'occupèrent particulièrement. Des tables alphabétiques terminent tous les volumes.
Ces registres sont aujourd'hui conservés dans la série J des Archives départementales de la Mayenne.

## Poésies
Son fils Charles Dieudonné Jean Marie Anne Hélène Mesnage, né le 11 avril 1821 à Évron, a publié deux ouvrages de poésies :
- Les Fleurs d'avril, poésies légères, Laval : impr. de H. Godbert, 1854, In-8° , 41 p. ;
- Les Villes maudites, sujet biblique, Laval : impr. de H. Godbert, 1854, In-8° , 16 p.

Les vers suivants sont indiqués dans le Bulletin de la Société de l'industrie de la Mayenne (1855) , et adressés aux Pâquerettes:
Brodez, festonnez la verdure,
Des gais dessins que la nature
Vous dit de tracer en tout lieu !
Rien n'est plus frais que vos dentelles,
Car, vous ne suivez pour modèles,
Que les brillants dessins de Dieu !
Vous êtes le premier sourire
Que le printemps, dans son empire,
Voit éclore sur ses gazons ;
Vous êtes le premier hommage,
Que la nature en son langage
Offre au roi puissant des saisons !

## Source partielle
- « Charles-Philippe Mesnage », dans Alphonse-Victor Angot et Ferdinand Gaugain, Dictionnaire historique, topographique et biographique de la Mayenne, Laval, A. Goupil, 1900-1910 [détail des éditions] (BNF 34106789, présentation en ligne)